# ایمره ارودی
ایمره اِرودی (به انگلیسی: Imre Erdődy) ژیمناست زادهٔ ۲۶ مارس ۱۸۸۹ میلادی اهل کشور مجارستان است.